# Nina Makarova
Pour les articles homonymes, voir Makarova.
Nina Vladimirovna Makarova (en russe : Нина Владимировна Макарова, surnommée « Gayané » Гаянэ), née le 30 juillet 1908 (12 août dans le calendrier grégorien) à Iourino, Gouvernement de Nijni Novgorod, et morte le 15 janvier 1976 à Moscou, est une compositrice et cheffe d'orchestre russe.

## Biographie
Nina Makarova a étudié avec Nikolaï Miaskovski et le compositeur Aram Khatchatourian, qu'elle épousa en 1933. Elle a dirigé sa propre symphonie à Moscou le 12 juin 1947. Elle a également co-écrit plusieurs pièces avec son mari, y compris la musique de la pièce de Margarita Aliguer L'Histoire de la vérité (1947) et celle de Courant de printemps de Tchepourine (1953).

## Œuvres
- Deux mélodies pour hautbois et piano
- Sonatine pour piano  (1933)
- Sonate pour violon (1934)
- Deux mélodies pour violon et piano
- Symphonie en ré mineur (1938) – révisée en 1962.
- Six Études pour piano (1938)
- Cantate pour Molotov pour solistes, chœur et orchestre (1940)
- Cycle de chants d'après Pouchkine
- Cycle de chants d'après Roustavéli
- Chant pour les enfants dédié à Staline
- Musique pour la pièce Une histoire de vérité d'après M. Aliguer – coécrite avec Aram Khatchatourian.
- Musique pour le film Changement de chance
- Music pour le film Au pays des poupées
- Cycle de chants Pendant les jours de guerre
- "Courage", opéra en un acte (1948) – inachevé
- Musique pour la pièce Courant de printemps d'après You. Tchepourine – coécrite avec Aram Khatchatourian.
- Zoïa, opéra (1963)
- Fresco Procession de Nefertiti pour harpe – dédiée à Vera Doulova.
- Valse pour harpe – écrite pour Vera Doulova.